# Heinrich Behnke
Heinrich Behnke (né le 9 octobre 1898 à Horn et mort le 10 octobre 1979 à Münster) est un mathématicien allemand.

## Biographie
Heinrich Behnke a fait ses études à l'université de Göttingen puis, pour son doctorat, à l'université de Hambourg.
Il fut recteur de l'université de Münster.
Il est un des pionniers à l'origine de l'analyse complexe, avec Henri Cartan et Peter Thullen.

## Ouvrages
- (de) Theorie der Funktionen mehrerer komplexer Veränderlichen, avec Peter Thullen (1934)
- (de) Theorie der analytischen Funktionen einer komplexen Veränderlichen, avec Friedrich Sommer (de) (1955)